# Nebojan
Nebojan is een plaats in de gemeente Petrinja in de Kroatische provincie Sisak-Moslavina. De plaats telt 265 inwoners (2001).